# آنیتا ایکستروم
آنیتا ایکستروم (سوئدی: Anita Ekström) بازیگر اهل سوئد بود.
از فیلم‌ها یا سریال‌های تلویزیونی که وی در آن نقش داشته‌است می‌توان به جزیره کودکان، تابو، آوگوست استریندبری: یک عمر و ۱۹۳۹ اشاره کرد.
وی همچنین برندهٔ جوایزی همچون گلدباگن شده‌است.